# Préhy
Préhy est une commune française située dans le département de l'Yonne en région Bourgogne-Franche-Comté.

## Géographie
Préhy est à 18 km à l'est d'Auxerre (19,7 par Saint-Bris-le-Vineux).
L'autoroute A6 (« l'autoroute du soleil ») passe à 2 km à l'ouest du village. La sortie n° 20 « Venoy - Auxerre-sud » en est à environ 12 km au nord-ouest.
Il n'y a aucun cours d'eau sur la commune, sauf une exception. La limite sud-est avec Chemilly-sur-Serein et à l'est avec Chichée, est très proche du ru de Vaucharme, affluent du Serein qu'il rejoint à Chablis environ 5 km plus au nord ; cette limite, sur environ 35 m, est marquée par le ru.
C'est peu en termes de quantité d'eau. Mais des cours d'eau ont malgré tout entaillé le paysage. Le point le plus bas sur la commune est à l'est, là où elle effleure la vallée du ru de Vaucharme qui coule, ici, à environ 155 m d'altitude. La forêt domaniale de Préhy, sur la commune, couvre largement tout le coteau ouest du ru. Le point le plus haut est aussi celui le plus à l'ouest, proche du village qui se trouve très décentré vers l'ouest par rapport au territoire communal.

### Climat
Pour des articles plus généraux, voir Climat de la Bourgogne-Franche-Comté et Climat de l'Yonne.
En 2010, le climat de la commune est de type climat océanique dégradé des plaines du Centre et du Nord, selon une étude du Centre national de la recherche scientifique s'appuyant sur une série de données couvrant la période 1971-2000. En 2020, Météo-France publie une typologie des climats de la France métropolitaine dans laquelle la commune est exposée à un climat océanique altéré et est dans la région climatique  Lorraine, plateau de Langres, Morvan, caractérisée par un hiver rude (1,5 °C), des vents modérés et des brouillards fréquents en automne et hiver. 
Pour la période 1971-2000, la température annuelle moyenne est de 10,5 °C, avec une amplitude thermique annuelle de 16,2 °C. Le cumul annuel moyen de précipitations est de 840 mm, avec 12,7 jours de précipitations en janvier et 8,2 jours en juillet. Pour la période 1991-2020, la température moyenne annuelle observée sur la station météorologique de Météo-France la plus proche, « Chablis_sapc », sur la commune de Chablis à 7 km à vol d'oiseau, est de 11,6 °C et le cumul annuel moyen de précipitations est de 740,3 mm. 
La température maximale relevée sur cette station est de 42,6 °C, atteinte le 25 juillet 2019 ; la température minimale est de −24,2 °C, atteinte le 16 janvier 1985,,. 
Les paramètres climatiques de la commune ont été estimés pour le milieu du siècle (2041-2070) selon différents scénarios d'émission de gaz à effet de serre à partir des nouvelles projections climatiques de référence DRIAS-2020. Ils sont consultables sur un site dédié publié par Météo-France en novembre 2022.

## Urbanisme

### Typologie
Au 1er janvier 2024, Préhy est catégorisée commune rurale à habitat dispersé, selon la nouvelle grille communale de densité à sept niveaux définie par l'Insee en 2022.
Elle est située hors unité urbaine. Par ailleurs la commune fait partie de l'aire d'attraction d'Auxerre, dont elle est une commune de la couronne,. Cette aire, qui regroupe 104 communes, est catégorisée dans les aires de 50 000 à moins de 200 000 habitants,.

### Occupation des sols
L'occupation des sols de la commune, telle qu'elle ressort de la base de données européenne d’occupation biophysique des sols Corine Land Cover (CLC), est marquée par l'importance des territoires agricoles (66 % en 2018), en augmentation par rapport à 1990 (64,8 %). La répartition détaillée en 2018 est la suivante : 
terres arables (49,7 %), forêts (34 %), cultures permanentes (11,8 %), zones agricoles hétérogènes (4,5 %). L'évolution de l’occupation des sols de la commune et de ses infrastructures peut être observée sur les différentes représentations cartographiques du territoire : la carte de Cassini (XVIIIe siècle), la carte d'état-major (1820-1866) et les cartes ou photos aériennes de l'IGN pour la période actuelle (1950 à aujourd'hui).

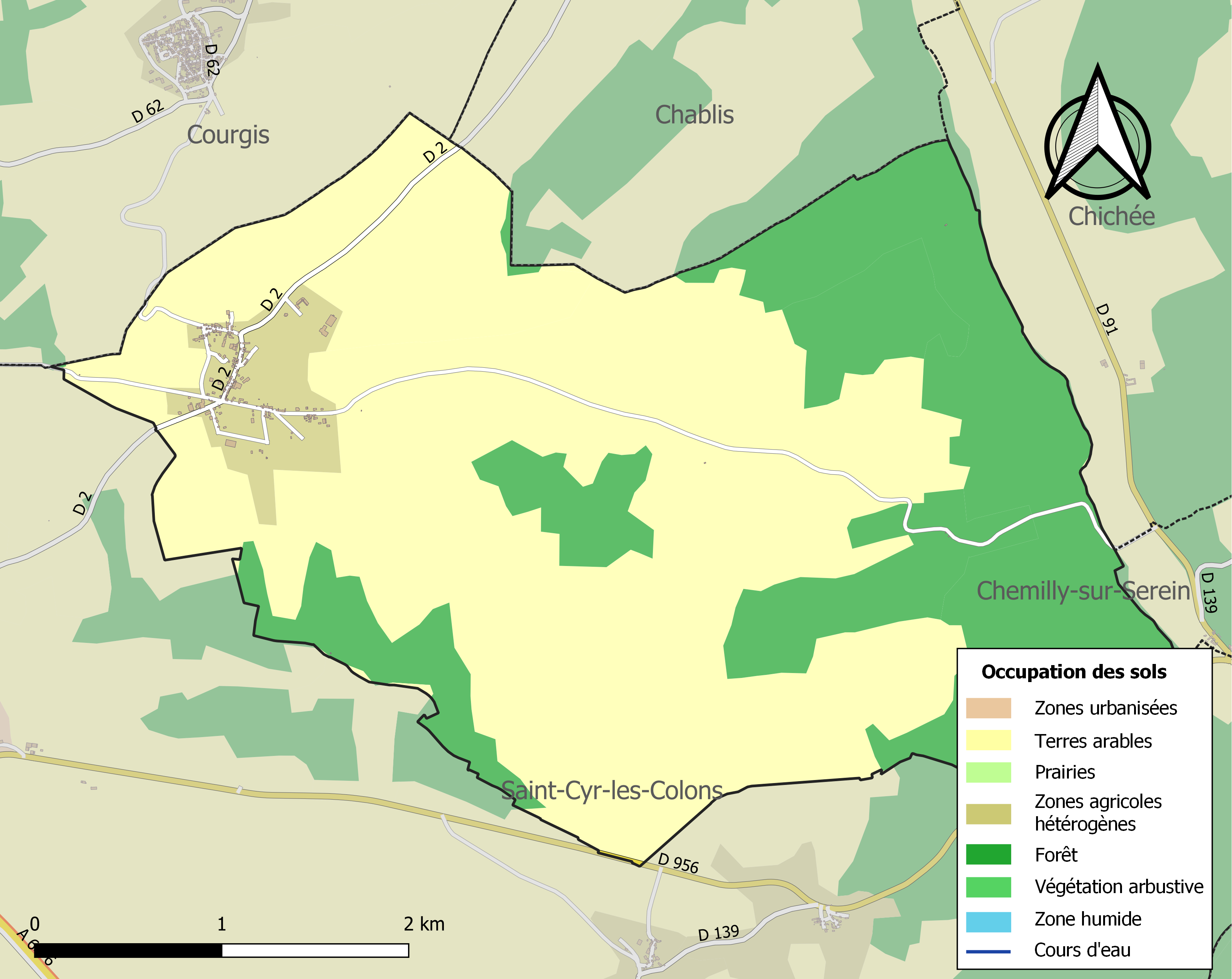
Carte des infrastructures et de l'occupation des sols de la commune en 2018 (CLC).

## Histoire
Il y avait une église Saint-Pierre à Préhy. Possession de l'évêché d'Auxerre jusqu'au Xe siècle, l'évêque Héribert (demi-frère du duc des Francs Hugues le Grand) en fait don avec dix autres églises à l'abbaye Saint-Germain d'Auxerre après que Saint Mayeul a rétabli la règle monastique à Saint-Germain. Cette donation est confirmée par le pape Eugène III en 1152.

## Politique et administration
| Période   | Période | Identité      | Étiquette | Qualité |
| --------- | ------- | ------------- | --------- | ------- |
| 1838      |         | Marceau       |           |         |
|           |         |               |           |         |
| mars 2008 |         | Marc Schaller |           |         |

## Démographie
L'évolution du nombre d'habitants est connue à travers les recensements de la population effectués dans la commune depuis 1793. Pour les communes de moins de 10 000 habitants, une enquête de recensement portant sur toute la population est réalisée tous les cinq ans, les populations de référence des années intermédiaires étant quant à elles estimées par interpolation ou extrapolation. Pour la commune, le premier recensement exhaustif entrant dans le cadre du nouveau dispositif a été réalisé en 2004.

En 2022, la commune comptait 164 habitants, en évolution de +10,81 % par rapport à 2016 (Yonne : −1,95 %, France hors Mayotte : +2,11 %).
| 1793 | 1800 | 1806 | 1821 | 1831 | 1836 | 1841 | 1846 | 1851 |
| ---- | ---- | ---- | ---- | ---- | ---- | ---- | ---- | ---- |
| 245  | 247  | 263  | 321  | 222  | 227  | 223  | 216  | 218  |

| 1856 | 1861 | 1866 | 1872 | 1876 | 1881 | 1886 | 1891 | 1896 |
| ---- | ---- | ---- | ---- | ---- | ---- | ---- | ---- | ---- |
| 227  | 232  | 230  | 226  | 217  | 198  | 218  | 210  | 208  |

| 1901 | 1906 | 1911 | 1921 | 1926 | 1931 | 1936 | 1946 | 1954 |
| ---- | ---- | ---- | ---- | ---- | ---- | ---- | ---- | ---- |
| 185  | 200  | 184  | 157  | 150  | 145  | 148  | 117  | 117  |

| 1962 | 1968 | 1999 | 2004 | 2006 | 2009 | 2014 | 2019 | 2022 |
| ---- | ---- | ---- | ---- | ---- | ---- | ---- | ---- | ---- |
| 125  | 131  | 145  | 130  | 122  | 132  | 148  | 153  | 164  |

## Lieux et monuments
Des peintures sont encore présentes sur les murs représentant le "mal des ardents". La fontaine du Tau, dans le bas du village, était réputée pour soigner ce mal.
Le GRP « Restif de la Bretonne » traverse la commune.

## Personnalités liées à la commune
- Hector Albert Deffaix, né le 19 septembre 1871 à Préhy, fut un grand négociant en vins et spiritueux à Gallardon (Eure-et-Loir)[réf. nécessaire].

## Pour approfondir